# Les Artigues-de-Lussac
Les Artigues-de-Lussac là một xã của tỉnh Gironde, thuộc vùng Nouvelle-Aquitaine, tây nam nước Pháp.